# Province de Bình Định
Pour les articles homonymes, voir Bình Định (homonymie).

Bình Định est une des provinces de la région de la côte centrale du Sud du Viêt Nam. 
Sa capitale est la ville portuaire de Quy Nhơn.

## Transports

### Routier
La Route nationale 1A traverse la province du nord au sud sur une longueur de 118 km en reliant les districts orientaux de  Hoài Nhơn,  Phù Mỹ,  Phù Cát,  An Nhơn, et  Tuy Phước à une grande partie du reste du Vietnam. 
La route nationale 1D relie la capitale provinciale Quy Nhơn à 1A et Sông Cầu dans Province de Phú Yên.
La route nationale 19 part de du port de Quy Nhơn en passant par les villes de  Tuy Phước,  Phú Phong, An Khê, Pleiku pour aller jusqu'au poste frontière de Lệ Thanh dans la Province de Gia Lai.

### Ferroviaire
Le chemin de fer Nord-Sud du Viêt Nam parcourt 134 km dans la Province de Bình Định.
Tous les trains de la réunification s'arrêtent à la Gare de Dieu Tri. 
La gare de Quy Nhơn est a 10 km à l'est, un train quotidien relie Quy Nhơn à la Gare de Saïgon.

## Administration
Bình Định est composé de 3 villes et de 8 districts:
- 2 villes de niveau district:
  - An Nhơn
  - Hoài Nhơn
- 1 ville provinciale:
  - Quy Nhơn
- 8 districts:
  - An Lão
  - Hoài Ân
  - Phù Cát
  - Phù Mỹ
  - Tuy Phước
  - Tây Sơn
  - Vân Canh
  - Vĩnh Thạnh

## Galerie

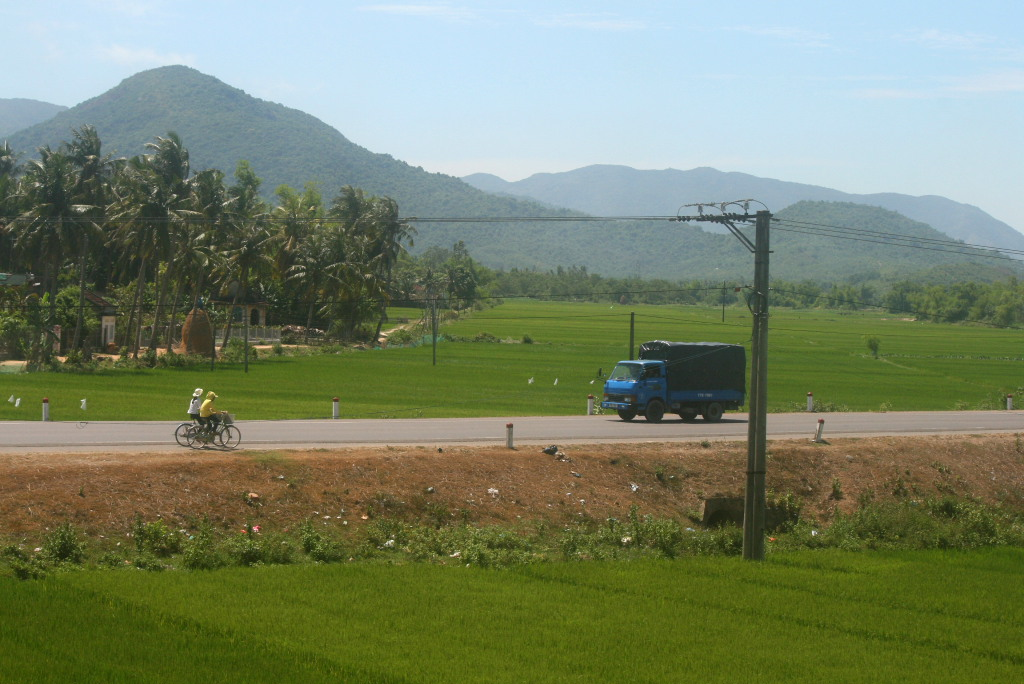
Route nationale 1A.
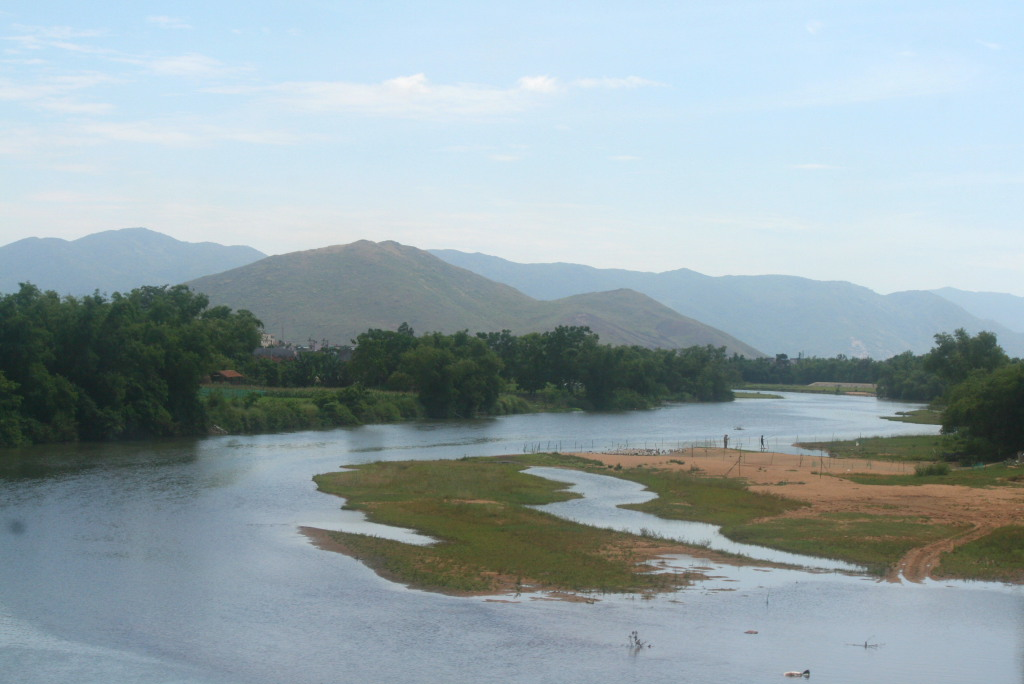
Paysage du centre de la province de Binh Dinh.
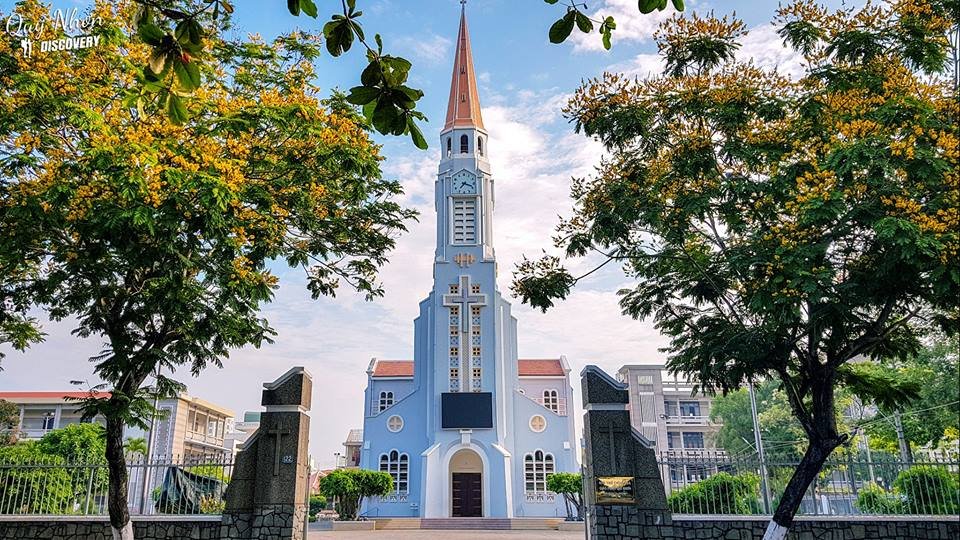
Église de Qui Nhơn.
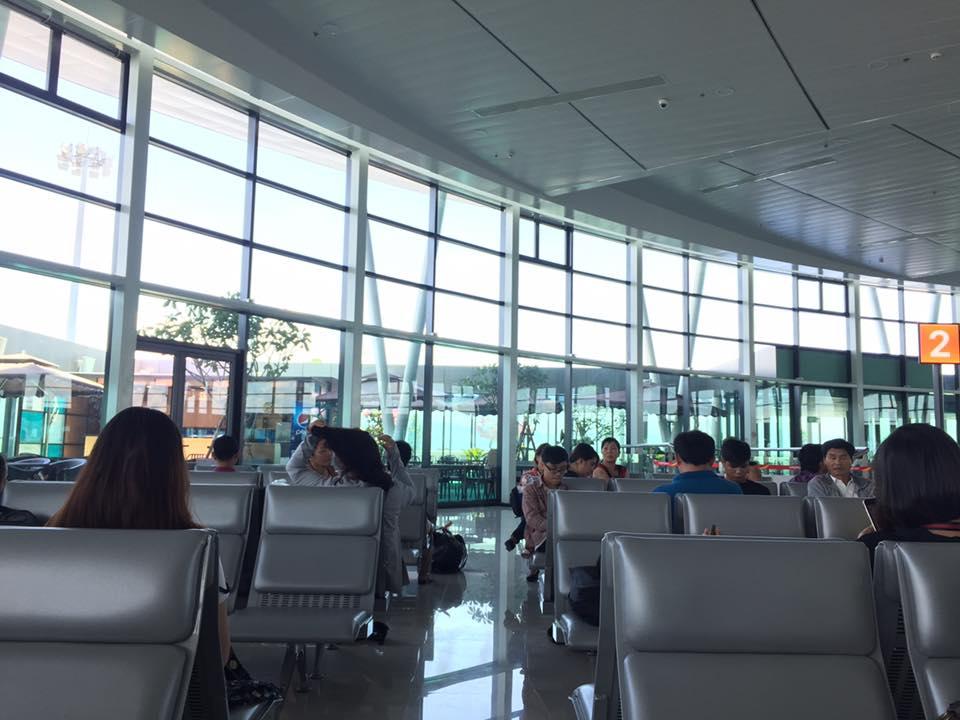
Aéroport de Phu Cat.